# Josip Kiš
Josip Kiš (mađ. Kiss József) (1748. – 1813.) je bio vodoinženjer, poznat kao graditelj Velikog kanala.
Rodom je iz Apatina. Obitelj mu je posjedovala imanje kod Đurđin, pustaru Vantelek. Školovao se u Budimpešti. U školovanju je otputovao u Nizozemsku gdje je proučio poznatu mrežu kanala, koja je danas svjetska baština. Iskustva iz tog putovanja primijenio je u gradnji Velikog bačkog kanala. Putovao je u daleku Kinu. Odandje je prenio iskustva pri gradnji mlinova za rižu. 
Ranu je karijeru proveo u Subotici. Sudjelovao je na projektu projektu proširenja prve Subotičke gradske kuće (1786.). Uvijek se zanimao za sudbinu Bačke.
Namjeravao je odomaćiti rižu Bačkoj umjetnim navodnjavanjem. Njegovi mlinovi uz Veliki kanal danas propadaju.
Još prije je 1792. za boravka u Subotici premjeravao Palićkoj jezero. Planirao je da dio Velikog kanala prođe kroz Suboticu, s obzirom na to da je Subotica bila odsječena, jer nije bilo kvalitetnih cestovih puteva, a sama nije sagrađena uz rijeku. Kanal je trebao biti plovan i njime je namjeravao povezati Suboticu od gradske pijace do Tise kod Kanjiže. Planirani je plovni put bio rezultat ondašnjih okolnosti, kad nije bilo putne mreže u Bačkoj ni šire. Plan je predao upravi 5. listopada 1799. Nerealiziran je ležao pet godina.
Nakon što je iskopan Veliki kanal, 1804. ponovno se pokrenulo pitanje. 1806. gradske vlasti opet potpisuju ugovor s Kišem. Kiš je tad dovršio pripremne planove za projekt. Godine su prolazile, a Kiš je umro. Njegova je ideja pretvorena u stvarnost, no poslije njegove smrti.
Kanal se trebao napajati vodom iz Palićkog i Ludaškog jezera i rječice Kireša. Dio kanala po Kiševim planovima između Palićkog i Ludaškog jezera zbilja je poslije i iskopan - 1817. godine. Zemljovidi ga bilježe kao "Novus-Canalis". Kanal ipak nije bio pogodan za plovidbu brodom. Kanal Subotičani zovu Böge.
Razlog propasti plana su u tome što jezera i rječica koja su trebala napajati taj kanal nemaju dovoljno vode, tako da bi izljev vode nadmašio ulijevanje vode u kanal.